# Algebra & Number Theory
Algebra & Number Theory is een internationaal, aan collegiale toetsing onderworpen wetenschappelijk tijdschrift op het gebied van de algebra en de getaltheorie.
De naam wordt in literatuurverwijzingen meestal afgekort tot Algebra Number Theor.
Het wordt uitgegeven door Mathematical Sciences Publishers en verschijnt 8 keer per jaar. Het eerste nummer verscheen in 2007.